# Lennart Simons

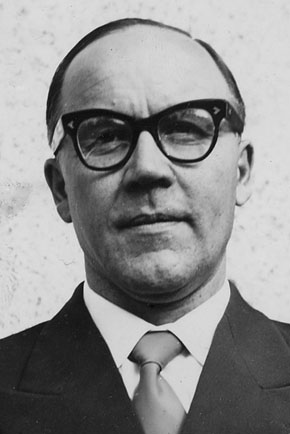
Lennart Simons år 1955.

Jakob Lennart Simons, född 25 september 1905 i Vörå, död 9 december 1986 i Helsingfors, var en finländsk kärnfysiker. Han var far till professorer Kai Simons och Tom Simons. 
Simons var från 1928 verksam som lärare i matematik vid Åggelby svenska samskola och från 1933 dess rektor. Han blev filosofie doktor 1936 och vistades vid Niels Bohrinstitutet i Köpenhamn 1938–40. År 1941 lämnade han sin tidigare rektorsbefattning och blev svenskspråkig professor i fysik vid Helsingfors universitet, en befattning från vilken han avgick 1972.
Simons var grundläggaren av den experimentella kärnfysiken i Finland. Han var initiativtagare till landets första partikelaccelerator och skrev ett stort antal vetenskapliga artiklar samt en betydande akademisk lärobok inom sitt ämne.
Simons kallades till ledamot av Finska Vetenskaps-Societeten år 1942 och till dess hedersledamot år 1980